# Nicolás Mujica Vergara
Antonio Nicolás de la Serna Mujica y Vergara Azcárate (Santafe de Bogotá, siglo XVIII) fue un encomendero y político neogranadino.
Fue gobernador de Boyacá, corregidor y alcalde de Tunja y Vélez en el Virreinato de la Nueva Granada.

## Biografía
Fue corregidor y alcalde de Tunja en 1720 también Justicia mayor que era un título otorgado a una persona en el Imperio español que le autorizaba a realizar funciones judiciales y policiales dentro de un pueblo, ciudad o región. Es similar al puesto de sheriff en algunas jurisdicciones. Además gobernador de Boyacá y alcalde de Vélez, Santander entre 1728 y 1733.

## Familia
Era hijo de Félix Nicolás de la Serna Buitrón y Mujica alcalde de Tunja, Villa de Leiva y de la Santa Hermandad y de Catalina de Vergara Azcárate Dávila y Mayorga hija del español caballero de la orden de Santiago Antonio de Vergara Azcárate, nació en Santa Fe De Bogotá, Cundinamarca, hoy Colombia.Casado con María Teresa de Olarte y Herrera.